# Корнето (Бреша)
Корнето је насеље у Италији у округу Бреша, региону Ломбардија.
Према процени из 2011. у насељу је живело 56 становника. Насеље се налази на надморској висини од 198 м.